# Campionati europei di ginnastica artistica maschile 2018
I XXXIII Campionati europei maschili di ginnastica artistica sono stati la 33ª edizione dei Campionati europei di ginnastica artistica, riservata alla categoria maschile. Si sono svolti al The SSE Hydro di Glasgow, nel Regno Unito, dal 9 al 12 agosto 2018.

## Programma
| Giorno    | Ora (UTC+1)   | Evento                                                               |
| --------- | ------------- | -------------------------------------------------------------------- |
| 9 agosto  | 9:45 - 21:00  | Qualificazioni squadre e attrezzi senior                             |
| 10 agosto | 9:45 - 22:00  | Qualificazioni attrezzi junior e finali squadre e individuale junior |
| 11 agosto | 12:45 - 15:45 | Finale squadre senior                                                |
| 12 agosto | 9:45 - 18:30  | Finali attrezzi junior e senior                                      |

## Medagliere
| Pos.   | Paese         | Oro | Argento | Bronzo | Totale |
| ------ | ------------- | --- | ------- | ------ | ------ |
| 1      | Russia        | 5   | 2       | 4      | 11     |
| 2      | Italia        | 3   | 1       | 2      | 6      |
| 3      | Gran Bretagna | 2   | 5       | 2      | 9      |
| 4      | Ucraina       | 1   | 1       | 0      | 2      |
| 5      | Svizzera      | 1   | 0       | 2      | 3      |
| 6      | Bielorussia   | 1   | 0       | 0      | 1      |
| 6      | Grecia        | 1   | 0       | 0      | 1      |
| 6      | Irlanda       | 1   | 0       | 0      | 1      |
| 9      | Germania      | 0   | 1       | 1      | 2      |
| 9      | Ungheria      | 0   | 1       | 1      | 2      |
| 11     | Croazia       | 0   | 1       | 0      | 1      |
| 11     | Israele       | 0   | 1       | 0      | 1      |
| 11     | Paesi Bassi   | 0   | 1       | 0      | 1      |
| 11     | Slovenia      | 0   | 1       | 0      | 1      |
| 11     | Turchia       | 0   | 1       | 0      | 1      |
| 16     | Armenia       | 0   | 0       | 1      | 1      |
| 16     | Francia       | 0   | 0       | 1      | 1      |
| Totale | Totale        | 15  | 16      | 14     | 45     |

## Podi

### Senior
| Evento                        | Oro                                                                                      | Punti   | Argento                                                                               | Punti   | Bronzo                                                                     | Punti         |
| Concorso a squadre (dettagli) | Russia Artur Dalalojan Dmitrij Lankin Nikita Nagornyj David Beljavskij Nikolaj Kuksenkov | 257.260 | Gran Bretagna Dominick Cunningham James Hall Max Whitlock Courtney Tulloch Joe Fraser | 253.362 | Francia Julien Gobaux Loris Frasca Edgar Boulet Cyril Tommasone Axel Augis | 246.928       |
| Corpo libero (dettagli)       | Dominick Cunningham                                                                      | 14.666  | Artem Dolgopyat                                                                       | 14.466  | Artur Dalalojan                                                            | 14.466        |
| Cavallo (dettagli)            | Rhys McClenaghan                                                                         | 15.300  | Robert Seligman Sašo Bertoncelj                                                       | 14.866  | non assegnato                                                              | non assegnato |
| Anelli (dettagli)             | Eleutherios Petrounias                                                                   | 15.466  | İbrahim Çolak                                                                         | 15.100  | Courtney Tulloch                                                           | 15.000        |
| Volteggio (dettagli)          | Artur Dalalojan                                                                          | 14.900  | Ihor Radivilov                                                                        | 14.866  | Dmitrij Lankin                                                             | 14.666        |
| Parallele (dettagli)          | Artur Dalalojan                                                                          | 15.433  | David Beljavskij                                                                      | 15.166  | Oliver Hegi                                                                | 14.633        |
| Sbarra (dettagli)             | Oliver Hegi                                                                              | 14.700  | Epke Zonderland                                                                       | 14.400  | Dávid Vecsernyés                                                           | 14.033        |

### Junior
| Evento                          | Oro                                                                                    | Punti   | Argento                                                                           | Punti   | Bronzo                                                                          | Punti   |
| Concorso a squadre (dettagli)   | Russia Jurij Busse Viktor Kaljužin Sergej Najdin Michail Chudčenko Grigorij Kliment'ev | 240.961 | Gran Bretagna Jake Jarman Pavel Karnejenko Jamie Lewis Donell Osbourne Adam Tobin | 240.128 | Italia Yumin Abbadini Lay Giannini Nicolò Mozzato Ares Federici Edoardo De Rosa | 237.895 |
| Concorso individuale (dettagli) | Nicolò Mozzato                                                                         | 80.198  | Jamie Lewis                                                                       | 79.731  | Sergej Najdin                                                                   | 79.598  |
| Corpo libero (dettagli)         | Jamie Lewis                                                                            | 13.833  | Nicolò Mozzato                                                                    | 13.666  | Sergej Najdin                                                                   | 13.500  |
| Cavallo con maniglie (dettagli) | Edoardo De Rosa                                                                        | 14.066  | Jamie Lewis                                                                       | 13.733  | Gagik Khachikyan                                                                | 13.600  |
| Anelli (dettagli)               | Grigorij Kliment'ev                                                                    | 14.300  | Viktor Kaljužin                                                                   | 13.866  | Jamie Lewis                                                                     | 13.700  |
| Volteggio (dettagli)            | Sviataslau Dranitski                                                                   | 14.333  | Jake Jarman                                                                       | 14.300  | Ares Federici                                                                   | 14.300  |
| Parallele (dettagli)            | Illja Kovtun                                                                           | 14.000  | Karim Rida                                                                        | 13.533  | Dominic Tamsel                                                                  | 13.533  |
| Sbarra (dettagli)               | Nicolò Mozzato                                                                         | 13.633  | Krisztián Balázs                                                                  | 13.300  | Daniel Wörz                                                                     | 13.066  |